# Myoxocephalus polyacanthocephalus
Myoxocephalus polyacanthocephalus — вид скорпеноподібних риб родини Бабцеві (Cottidae).

## Поширення
Вид мешкає в узбережних водах на півночі Тихого океану та у Беринговому морі від Алеутських островів до штату  Вашингтон та від  Камчатки до острова Хокайдо.

## Опис
Риба може сягати до 80 см завдовжки та важити близько 9 кг. Це активний хижак, що живиться дрібною рибою.